# Prîberejne, Sakî
Prîberejne (în ucraineană Прибережне) este un sat în comuna Lisnivka din raionul Sakî, Republica Autonomă Crimeea, Ucraina.

## Demografie
Componența lingvistică a localității Prîberejne
     Rusă (79,95%)
     Ucraineană (15,86%)
     Tătară crimeeană (2,38%)
     Alte limbi (1,13%)
Conform recensământului din 2001, majoritatea populației localității Prîberejne era vorbitoare de rusă (79,95%), existând în minoritate și vorbitori de ucraineană (15,86%) și tătară crimeeană (2,38%).